# Poljana Vojnićka
 Poljana Vojnićka  falu Horvátországban, Károlyváros megyében. Közigazgatásilag Krnjakhoz tartozik.

## Fekvése
Károlyvárostól 21 km-re, községközpontjától  5 km-re délkeletre a Kordun területén fekszik.

## Története
A településnek 1857-ben 137, 1910-ben 139 lakosa volt. Trianon előtt Modrus-Fiume vármegye Vojnići járásához tartozott. 2011-ben a falunak 17 lakosa volt.

## Lakosság
| Lakosság változása | Lakosság változása | Lakosság változása | Lakosság változása | Lakosság változása | Lakosság változása | Lakosság változása | Lakosság változása | Lakosság változása | Lakosság változása | Lakosság változása | Lakosság változása | Lakosság változása | Lakosság változása | Lakosság változása | Lakosság változása |
| ------------------ | ------------------ | ------------------ | ------------------ | ------------------ | ------------------ | ------------------ | ------------------ | ------------------ | ------------------ | ------------------ | ------------------ | ------------------ | ------------------ | ------------------ | ------------------ |
| 1857               | 1869               | 1880               | 1890               | 1900               | 1910               | 1921               | 1931               | 1948               | 1953               | 1961               | 1971               | 1981               | 1991               | 2001               | 2011               |
| 137                | 161                | 138                | 159                | 154                | 139                | 138                | 130                | 97                 | 111                | 105                | 91                 | 69                 | 54                 | 26                 | 17                 |